# Szamrajewe
Szamrajewe (ukr. Шамраєве) – wieś na Ukrainie, w obwodzie kirowohradzkim, w rejonie hołowaniwskim, w hromadzie Błahowiszczenśke. W 2025 liczyła 1491 mieszkańców, spośród których 1411 wskazało jako ojczysty język ukraiński.